# Grabówka (Kamienna)
Grabówka – przysiółek wsi Kamienna w Polsce, położony w województwie opolskim, w powiecie namysłowskim, w gminie Namysłów. 
W latach 1975–1998 przysiółek administracyjnie należał do ówczesnego województwa opolskiego.